# Poppelse Leij
Le Poppelse Leij, parfois Poppelsche Leij, est une petite rivière des Pays-Bas et de la Belgique, située dans les provinces du Brabant-Septentrional et d'Anvers.

## Géographie
La source du Poppelse Leij est situé au sud de Weelde, en Belgique. Elle coule vers le nord, entre les villages de Baerle-Duc/Baarle-Nassau, Poppel et Alphen. À cet endroit, elle forme sur quelques kilomètres la frontière belgo-néerlandaise. 
Au sud de Goirle, du confluent du Poppelse Leij et du Rovertse Leij naît le Nieuwe Leij.